# Pra Quem Já Mordeu um Cachorro por Comida, até que Eu Cheguei Longe...
Pra quem já Mordeu um Cachorro por Comida, até que eu Cheguei Longe… é o primeiro mixtape do rapper brasileiro Emicida, lançado em 2009. Contém 25 faixas gravadas entre o final de janeiro e o início de abril de 2009 nos estúdios Maria Fumaça por Filipe Tixaman e Bruno Pompeo, exceto "É necessário voltar ao começo", gravada nos Estúdios Timbre. Mixado por Felipe Vassão e Thiago Brancallião na Loud Produções. Arte da capa por Emicida e Marcelo Lima.
Até junho de 2009, Emicida havia vendido mais de três mil cópias do álbum apenas no boca-a-boca, em preços que variam de R$ 2 até R$ 20.

## Lista de faixas
| N.º | Título                                                       | Produtor(es)             | Duração |  |
| 1.  | "Intro (É Necessário Voltar ao Começo)" (Part. Projeto Nave) | Projeto Nave             | 5:37    |  |
| 2.  | "E.M.I.C.I.D.A"                                              | Nave                     | 3:24    |  |
| 3.  | "Sozim"                                                      | MC Marechal              | 3:14    |  |
| 4.  | "Rotina"                                                     | DJ Nato_PK               | 2:50    |  |
| 5.  | "Pra Mim… (Isso é Viver)"                                    | DJ Nyack                 | 2:31    |  |
| 6.  | "Ainda Ontem" (Part. Rashid, Projota e Fióti)                | Emicida, Bruno Pompeo    | 3:37    |  |
| 7.  | "Pra Não Ter Tempo Ruim" (Part. Mariana Timbó)               | Emicida, Bruno Pompeo    | 3:37    |  |
| 8.  | "Só Isso"                                                    | Slim Rimografia          | 3:51    |  |
| 9.  | "Vô Busca Minha Fulô"                                        | DJ Nyack                 | 1:28    |  |
| 10. | "Ela Diz"                                                    | Emicida                  | 3:29    |  |
| 11. | "Por Deus Por Favor"                                         | MC Marechal              | 3:11    |  |
| 12. | "Preciso (Melô do Mundiko)"                                  | Nave                     | 3:34    |  |
| 13. | "A Cada Vento" (Part. Paulo)                                 | Filipe Tixaman           | 3:27    |  |
| 14. | "Sei Lá…" (Part. Rael da Rima)                               | Emicida                  | 3:46    |  |
| 15. | "Cidadão"                                                    | Léo Cunha (casa1)        | 1:25    |  |
| 16. | "Soldado Sem Bandeira"                                       | Emicida                  | 3:29    |  |
| 17. | "Vai Ser Rimando"                                            | Emicida, Bruno Pompeo    | 3:23    |  |
| 18. | "Um, Dois, Três, Quatro"                                     | Lou Piensa               | 0:40    |  |
| 19. | "Fica Mais Um Pouco Amor"                                    | Nave                     | 2:26    |  |
| 20. | "Outras Palavras" (Part. Rael da Rima)                       | MC Marechal, Damien Seth | 3:41    |  |
| 21. | "Hey Rap!"                                                   | Dario Beats              | 2:07    |  |
| 22. | "Essa é Pra Vc Primo…"                                       | Emicida                  | 3:47    |  |
| 23. | "Triunfo"                                                    | Felipe Vassão            | 3:29    |  |
| 24. | "Eu Tô Bem" (Part. Daniel Cohen)                             | DJ Nyack                 | 3:18    |  |
| 25. | "Ooorra…(A Que Deu Nome a Mix Tape)"                         | Nave                     | 3:59    |  |